# Tiroirs
Tiroirs (Frans voor 'laden') is een compositie voor groot kamerensemble van de Britse componist David Sawer uit 1996, geschreven voor de London Sinfonietta.
De compositie heeft als basis de techniek die de surrealistische schrijver Raymond Roussel toepaste in zijn werk. Roussel paste allerlei woordspelletjes in zijn werken toe, waardoor woorden bijvoorbeeld vervormd werden. Als gevolg daarvan ontstonden dan weer automatisch vreemde situaties en personages.
Sawer heeft dit in een compositie proberen te vatten. De compositie springt dan ook van de hak op de tak. Sawer geeft zelf het beeld weer: een typisch Britse ladekast met tientallen laden. Steeds wordt een nieuwe la geopend en dan weer gesloten; voordat je je een beeld hebt gevormd, wordt je aandacht voor iets nieuws gevraagd, waardoor je je als kijker niet kan concentreren. Datzelfde heeft Tiroirs; net als je denkt dat de compositie op gang komt, is er een nieuw thema, dat je aandacht vraagt.
Deze techniek paste Sawer ook toe in zijn werk voor groot orkest Byrnan Wood.

## Bron
- Uitgave NMC Recordings